# Le Soleil (quotidien français)
Pour les articles homonymes, voir Le Soleil.
Le Soleil est un quotidien monarchiste français fondé en 1873 et dirigé par les journalistes Édouard Hervé et Jean-Jacques Weiss. Tourné vers l'international, il se vend cinq centimes à la fin du XIXe siècle et au début du siècle suivant. Installé rue du Croissant en pleine République du Croissant, avec pour chroniqueur quotidien, Charles Canivet alias « Jean de Nivelle », c'est, avec Le Temps, l'un des deux quotidiens français les plus tournés vers l'actualité internationale.

## Histoire
Le Soleil est un satellite au Journal de Paris, organe orléaniste et libéral fondé, le 28 avril 1867, par deux amis journalistes, Jean-Jacques Weiss et Édouard Hervé. Édouard Hervé, membre de l'Académie française à partir de 1886, ancien conseiller et ami du comte de Paris, propriétaire directeur du Soleil jusqu'à sa mort en juin 1899, déclarait : 

« Je suis catholique, je vais même à la messe, mais je ne veux pas qu’on la serve dans mon journal. »

Normalien d'opinion libérale sous le Second Empire, converti à l'idée monarchique par la guerre de 1870 et la Commune, il se fait vite remarquer par le ton des articles de son équipe. À sa mort, son frère cadet, Jacques Hervé de Kerohant lui a succédé.
Le quotidien espère assister à la fusion des légitimistes et des orléanistes:182. Il gagne rapidement un lectorat intéressé par l’actualité internationale, après avoir refusé de s'engager dans le soutien au général Georges Boulanger. Il fait partie des quotidiens qui envoient un reporter à Berlin pour les élections allemandes de 1887, alors que l’Agence Continentale allemande ne diffuse que peu d’informations sur le sujet.
Réputé pour la qualité de ses articles, plus modéré que le reste de la presse royaliste française, Le Soleil a compté parmi ses rédacteurs le grand reporter Félix Dubois, Fernand Rousselot, Hugues Rebell et Paul Bézine, l’un des fondateurs de l'association Jeunesse royaliste, en 1890, et fondateur de l'association anti-franc-maçonne Le Grand Occident de France qui, en 1912, a rompu avec le parti royaliste. Collaborateur du quotidien dans les années 1870, Louis Peyramont y rédige des articles de politique étrangère.
Entre 1898 et 1899, le tirage du Soleil est passé de 40 000 à 25 000 exemplaires vendus en seulement un an, pour avoir déconcerté son lectorat en prenant la défense du capitaine Dreyfus, alors que dans leur ensemble les royalistes se situent parmi les antidreyfusards, ce qui causa le départ du frère et successeur du fondateur,.
Repris en main par le conseiller municipal de Paris Ambroise Rendu, il rachète en 1901 Le Moniteur universel. Devenu un journal quotidien à prétentions populaires, il coûte 5 centimes le numéro seulement mais déplaît à beaucoup de royalistes français par le ton de ses articles.
Sa dernière publication a lieu en 1922. 